# Unité de travail de séparation
L'unité de travail de séparation (UTS, en anglais separative work units SWU, en allemand Urantrennarbeit UTA) représente le travail nécessaire à l'enrichissement isotopique d'un mélange.
Cette unité est essentiellement utilisée pour évaluer le coût de la séparation d'un kilogramme d'uranium en deux lots de teneur isotopique différente, dans le cadre d'un processus d'enrichissement de l'uranium.

## Historique
La notion d'unité de travail de séparation a été introduite par Paul Dirac pour l'étude d'une cascade idéale dans les années 1940, pour optimiser les cascades d'enrichissement isotopique.
Pour fixer les degrés de liberté de la cascade, il est important d'introduire une grandeur qui évalue le travail de séparation. Elle permet de définir une « quantité de séparation » susceptible d'être attribuée à un élément indépendamment de sa position dans la cascade, et qui soit grossièrement proportionnelle à la consommation d'énergie de l'élément.
Cette valeur peut cependant être utilisée pour mesurer l'efficacité de tout processus (physique ou chimique) présentant un Facteur de séparation entre constituants (distillation ou enrichissement isotopique).

## Aspects physiques

### Définition
La représentation la plus commode du travail de séparation est la variation du potentiel de séparation des flux traversant un élément de la cascade, le potentiel d'un flux étant le produit du débit par une fonction de valeur {\displaystyle V} dépendant de la concentration {\displaystyle x}.
La fonction de valeur {\displaystyle V\left(x\right)} est la solution de :
{\displaystyle {\frac {d^{2}V}{dx^{2}}}={\frac {1}{\left[x.(1-x)\right]^{2}}}}.
Une solution de cette équation est la « fonction de valeur », définie en fonction de la teneur {\displaystyle x} par :
{\displaystyle V(x)=(1-2x)\cdot \ln \left({\frac {1-x}{x}}\right)}.
Cette fonction de valeur est une grandeur intensive sans dimension.
Le potentiel de séparation associée à une quantité de matière donnée est le produit de la masse de matière par sa fonction de valeur. C'est donc une grandeur extensive, qui a la dimension d'une masse.
De ce fait, les Allemands l'expriment volontiers en « kg UTA », une unité de « 1 t UTA » correspond donc à 1 kUTS. De même qu'une énergie potentielle, cette quantité de séparation n'intervient pas par sa valeur absolue, mais par différence induite par le passage de matière à travers un système.

Notation des flux d'un étage.

Le travail de séparation WUTS correspondant à la séparation d'une masse E en entrée, de teneur xe, en une masse P de produit de sortie de teneur xP, et un résidu de masse R de teneur xR, est donnée par la différence entre ce qui sort et ce qui rentre dans le système. Elle est exprimée par l'expression suivante :
{\displaystyle W_{\mathrm {UTS} }=P\cdot V\left(x_{p}\right)+R\cdot V(x_{r})-E\cdot V(x_{e})}
Il faut noter que le travail de séparation peut également être négatif, quand il y a une perte de séparation. Dans une cascade réelle, l'alimentation d'un étage se fait par un mélange entre le produit de l'étage inférieur et le résidu de l'étage supérieur ; le mélangeur est alors un sous-système où la variation d'UTS se calcule de même par la différence entre ce qui sort et ce qui rentre dans le système. Cette opération de mélange conduit à une perte de travail de séparation, d'autant plus forte que les teneurs de ces deux flux sont différentes. De ce fait, pour optimiser le fonctionnement d'une cascade, les conditions de fonctionnement des étages doivent être optimisées de manière que ces deux flux entrant soient aussi proches que possible.
Le travail de séparation s'applique généralement à des procédés continus, où c'est le flux de matière ou d'UTS qui est économiquement pertinent, non sa quantité totale. On ramène dans ce cas les UTS à leur quantité annuelle, pour obtenir l'unité dérivée UTS/an ; et de même les débits de matière sont exprimés en kg/an.

### Enrichissement et variation d'entropie
À travers les variations de concentration entre les flux entrant et sortant, c'est fondamentalement l'entropie du mélange qui varie par son passage dans le système : l'entropie est une mesure du désordre d'un système, et la séparation d'un mélange entre un flux riche et un flux pauvre correspond à une diminution du désordre du système, et donc à une diminution de son entropie.
Le deuxième principe de la thermodynamique implique que l'entropie du système ne peut diminuer que si on lui fournit de l'énergie. De ce fait, fondamentalement, un système qui produit des UTS consomme de l'énergie pour produire de l'ordre, ou de l'entropie négative.
Si le facteur de séparation est de α={\displaystyle x_{p}/x_{p}} proche de l'unité, et que le fractionnement est de θ=P/F, on montre que la variation d'entropie est alors :
{\displaystyle \Delta S=K/2\cdot (1-\alpha )^{2}\cdot (\theta \cdot (1-\theta ))\cdot (x_{e}\cdot (1-x_{e}))}
(K est une constante dépendant du système d'unités utilisé pour mesurer l'entropie).

### Coût énergétique de la séparation
La valeur énergétique de l'UTS dépend du processus industriel utilisé et du temps mis pour réaliser le processus. Si le procédé était réversible et lent, cette variation d'entropie permettrait directement de calculer l'énergie consommée. Cependant, les procédés économiquement intéressant ne peuvent pas se permettre d'être lents et sont souvent irréversibles.
Une réalisation technologique nécessite un compromis entre l'amélioration du rendement et le raccourcissement de la durée du processus.
En effet, le rendement est d'autant meilleur qu'on s'approche d'états quasi statiques, donc que le processus devient lent - les transformations réversibles, ayant le meilleur rendement possible, sont infiniment lentes, ce qui n'est pas un objectif économique intéressant.
Plus on cherche à réaliser une action rapidement, plus son irréversibilité est grande, si bien que de l'énergie supplémentaire doit être fournie et que le rendement énergétique de la transformation est mauvais, et souvent même très mauvais. 
La capacité en UTS d'une usine de séparation est directement reliée à la quantité d'énergie que cette usine consomme, mais dépend du procédé industriel retenu. Des usines d'enrichissement par diffusion gazeuse demandent typiquement 2 400  à   2 500 kilowatts-heures (8 600  à   9 000 mégajoules ou 9 gigajoules) d'électricité par UTS, alors qu'un enrichissement par centrifugation ne demande que 50  à   60 kWh (180  à   220 MJ) d'électricité par UTS.
Un exemple extrême est celui de l'enrichissement de l'uranium par diffusion gazeuse : l'usine de Pierrelatte "Georges Besse" consommait, pour pomper l'hexafluorure d'uranium gazeux à travers les barrières poreuses qui laissent mieux passer l'isotope 235 que l'isotope 238, une énergie électrique de 2 450 kWh UTS−1, ce qui représente 7·107 fois plus que le minimum théorique imposé par la diminution de l'entropie de mélange. 
Elle a été remplacée par l'usine "Georges Besse II" basée sur le procédé d'enrichissement par centrifugation.

## Aspects économiques

### Usine d'enrichissement

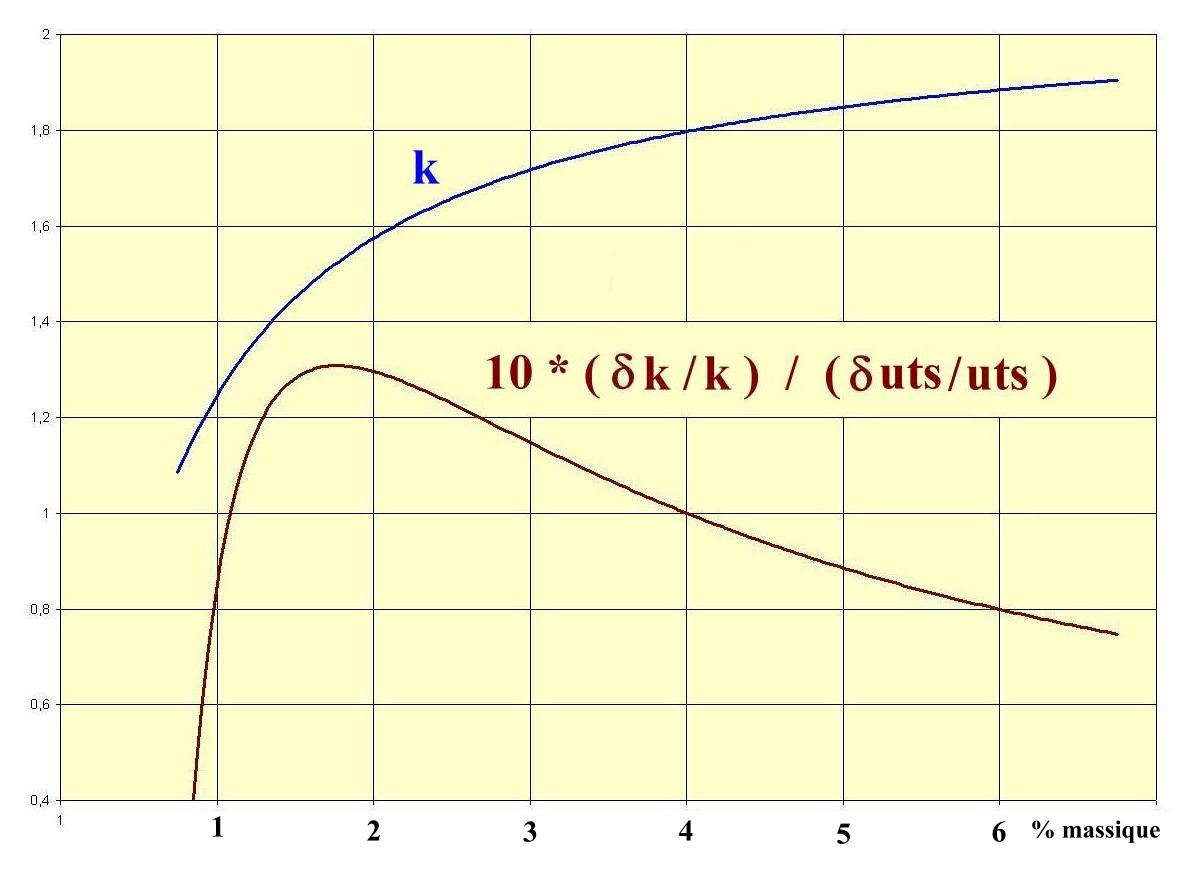
Courbe montrant l'évolution de k infini en fonction de l'enrichissement et de la quantité d' UTS nécessaire à partir de l'uranium naturel avec un enrichissement de rebut de 0,2%. Le gain en réactivité passe par un maximum vers 1,75 % d'enrichissement.

Dans les installations industrielles, de nombreuses unités d'enrichissement élémentaires sont souvent montées en cascade, l'enrichissement progressant d'un étage à l'autre, et chaque étage pouvant être formé de plusieurs modules montés en parallèle. Le calcul montre que le travail de séparation est une grandeur additive : la capacité de travail de séparation de l'usine est simplement la somme des capacités élémentaires des modules, moins les pertes dues aux mélanges de flux de teneurs différentes ; et ce travail de séparation ne dépend que des flux entrant et sortant de l'usine, et non des flux intermédiaires (qui s'éliminent deux à deux).
Si par exemple on part de 100 kg de NU, il faut à peu près 61 UTS pour produire 10 kg de LEU au taux de 235U de 4,5 % et un résidu de 0,3 %.
Un réacteur de 1 300 MW consomme chaque année 25 tonnes de LEU à 3,75 %. Cette quantité est extraite de 210 tonnes d'uranium naturel, ce qui demande 120 kUTS pour un rejet à 0,3%. Une usine d'enrichissement de 1 000 kUTS/an est donc capable d'alimenter huit réacteurs de cette taille.
La capacité mondiale en UTS était de l'ordre de 50 millions d'UTS/an en 2008, principalement en Russie (37 %), aux États-Unis (28 %) et en France (27 %).

### Optimisation des coûts
L'UTS est proportionnelle à la quantité de matière traitée et à l'énergie nécessaire pour obtenir la séparation. Elle dépend de la composition du mélange initial et du taux d'enrichissement recherché.
Outre les UTS nécessaires, l'autre paramètre important à prendre en compte est la masse d'uranium naturel nécessaire pour obtenir une quantité donnée d'uranium enrichi. Le flux d'entrée nécessaire dépendra de la quantité d'235U qui passe dans l'uranium appauvri en tant que rejet. Plus la teneur des rejets sera faible, et moins il faudra de matière en entrée pour une production donnée, mais plus la quantité d'UTS sera importante.
Par exemple, pour obtenir de l'uranium faiblement enrichi nécessaire pour un réacteur à eau légère (typiquement à 3,6 %) à partir d'uranium naturel (à 0,7 %) : la production d'un kilogramme d'uranium enrichi demandera 8 kg d'uranium naturel et 4,5 UTS en acceptant un résidu d'uranium appauvri à 0,3 % ; et ne demandera que 6,7 kg d'uranium naturel mais 5,7 UTS pour un résidu d'uranium appauvri à 0,2 %.
Du fait que la quantité d'uranium naturel et la quantité d'UTS varient en sens inverse, si l'uranium naturel est comparativement peu coûteux, les opérateurs laisseront des résidus à teneur élevée (de l'ordre de 0,35 %) ; tandis que si l'uranium naturel est cher, il devient plus économique de diminuer la teneur du résidu jusqu'à 0,2 % ou 0,15 %.
L'optimisation dépend donc du rapport entre le coût d'une UTS et le coût d'un kilogramme d'uranium naturel. Ces deux quantités s'exprimant en coût par kilogramme, le rapport est sans dimension.
| Enrichissement de rejet | UTS/E/R | Teneur souhaitée | Teneur souhaitée | Unité  |
| ----------------------- | ------- | ---------------- | ---------------- | ------ |
|                         |         | 3 %              | 4,5 %            | %      |
| 0,1 %                   | UTS     | 5,98             | 10,46            | kg UTS |
| 0,1 %                   | E       | 4,75             | 7,20             | kg     |
| 0,1 %                   | R       | 3,75             | 6,20             | kg     |
| 0,2 %                   | UTS     | 4,31             | 7,69             | kg     |
| 0,2 %                   | E       | 5,48             | 8,41             | kg     |
| 0,2 %                   | R       | 3,48             | 7,41             | kg     |
| 0,3 %                   | UTS     | 3,42             | 6,22             | kg UTS |
| 0,3 %                   | E       | 6,57             | 10,21            | kg     |
| 0,3 %                   | R       | 5,57             | 9,21             | kg     |